# 帕戈萨斯普林斯 (科罗拉多州)
帕戈萨斯普林斯是美国科羅拉多州阿丘利塔县下属的一座城市。建市于1891年3月18日，面积大约为4.881平方英里（12.642平方公里）。根据2010年美国人口普查，该市有人口1,727人。2011年估计该市有人口1,717人，相比2010年人口增长率为?0.58%。同时，论人口该市是科罗拉多州第118大城市。